# Yitzhak Ben-Zvi
Yitzhak Ben-Zvi (hebreiska יצחק בן צבי), född 24 november 1884 i Poltava, Lillryssland, Kejsardömet Ryssland (nu Ukraina), död 23 april 1963 i Jerusalem, var en israelisk historiker och sionist. Han var även Israels andra president (1952-1963).